# Nuri (rakieta)
Nuri (KSLV-II – Korean Space Launch Vehicle-II) – trzystopniowa rakieta nośna, druga zbudowana przez Koreę Południową, następca Naro-1 (KSLV-1). 
Nuri została zaprojektowana przez Koreański Instytut Badań Kosmicznych. Wszystkie trzy stopnie rakiety oraz ich silniki zostały zbudowane w Korei Południowej, co czyni Nuri pierwszą w historii rakietą orbitalną w pełni skonstruowaną w tym kraju (rakieta Naro-1 korzystała z pierwszego stopnia zbudowanego w Rosji). Celem południowokoreańskiego rządu było stworzenie rozwiązania na wzór Falcona 9, czyli taniej i niezawodnej rakiety, która mogłaby konkurować na rynku komercyjnych lotów kosmicznych.
Pierwszy start Nuri odbył się 21 października 2021 o godzinie 10:00 czasu polskiego. Podczas tej misji ładunkiem był symulator masy o wadze 1500 kg, który miał zostać wyniesiony na orbitę heliosynchroniczną o wysokości 700 km. Chociaż atrapa ładunku osiągnęła planowane apogeum, to z powodu przedwczesnego wyłączenia się silnika trzeciego stopnia nie uzyskała ona potrzebnej prędkości orbitalnej. Drugie wystrzelenie Nuri miało miejsce 21 czerwca 2022 r. i udało się wystrzelić atrapę satelity, satelitę do weryfikacji wydajności i cztery CubeSaty na niską orbitę okołoziemską, dzięki czemu Korea Południowa jest czwartym krajem Azji Wschodniej, który wystrzelił na orbitę satelitę z rodzimym kosmiczny pojazd startowy.